# Tipula oxytona
Tipula oxytona är en tvåvingeart som beskrevs av Alexander 1927. Tipula oxytona ingår i släktet Tipula och familjen storharkrankar. Inga underarter finns listade i Catalogue of Life.